# Wandawe
Genre
Wandawe est un genre d'araignées aranéomorphes de la famille des Salticidae.

## Distribution
Les espèces de ce genre se rencontrent en Afrique du Sud, au Kenya et en Ouganda.

## Liste des espèces
Selon World Spider Catalog (version 21.5, 07/01/2021) :
- Wandawe australis Azarkina & Haddad, 2020
- Wandawe benjamini (Wesołowska & Haddad, 2013)
- Wandawe tigrina Azarkina & Haddad, 2020

## Étymologie
Ce genre est nommé en l'honneur de Wanda Wesołowska.

## Publication originale
- Azarkina & Haddad, 2020 : « Partial revision of the Afrotropical Ballini, with the description of seven new genera (Araneae: Salticidae). » Zootaxa, no 4899(1), p. 15-92.